# Ladros
Ladros is een fictieve hoogvlakte in Midden-aarde, gelegen in de regio ten noordoosten van Dorthonion. Het was korte tijd een eigendom van het Huis van Bëor, maar werd veroverd door Morgoth in de Dagor Bragollach.
Er zijn drie Heren van Ladros geweest: Boromir, Bregor en Bregolas. Strikt genomen is Bregolas' broer Barahir ook Heer van Ladros geweest, maar hij heeft het land niet geregeerd. Onder de heerschappij van Bregolas overweldigde Morgoth Dorthonion en dus ook Ladros in de Dagor Bragollach. In deze slag werd ook Bregolas zelf gedood. Zijn broer Barahir en twaalf betrouwbare mannen, waaronder Barahirs zoon Beren werden ballingen in hun eigen land. Ze belaagden Morgoths troepen vanuit hun verborgen schuilplaats bij Tarn Aeluin bij de zuidelijke grens van Ladros. Ze werden verraden door Gorlim de Ongelukkige en werden allen gedood behalve Beren, die zuidwaarts wegvluchtte. Daarna kwam Ladros in de macht van Morgoth totdat het land werd opgeslokt door Belegaer, de grote zee, aan het einde van de Eerste Era.